# تیم ملی فوتبال زیر ۱۸ سال جمهوری آذربایجان
تیم ملی فوتبال زیر ۱۸ سال جمهوری آذربایجان (انگلیسی: Azerbaijan national under-18 football team) نماینده جمهوری آذربایجان در بازی‌های فوتبال جهانی زیر ۱۸ سال است.